# Malinowo (województwo małopolskie)
Malinowo – osada w Polsce położona w województwie małopolskim, w powiecie suskim, w gminie Bystra-Sidzina. Znajduje się na Polanie Malinowe w Paśmie Policy należącym do Beskidu Żywieckiego, na średniej wysokości około 800 m n.p.m.
W latach 1975–1998 miejscowość należała administracyjnie do województwa nowosądeckiego.
Jest to osada typu zarębek. Istnieje w niej pojedyncze gospodarstwo bez prądu elektrycznego (stan na 2012 r.). Dawniej istniało tutaj składające się z 9 gospodarstw osiedle należące do miejscowości Sidzina. W czasie II wojny światowej było ono zapleczem dla licznych w tym regionie oddziałów partyzanckich. W 1944 kwaterowała na nim 9 kompania górska 12 pułku piechoty Armii Krajowej, oddział „Harnaś” z 3 pułku strzelców podhalańskich AK, a w okolicy działały także oddział AK „Huta Podgórze” i partyzanci radzieccy (Oddział „Borba”). By zlikwidować zagrożenie na tyłach swojego frontu, Niemcy w 1944 na Paśmie Policy urządzili na partyzantów wielką obławę, w której wzięło udział ok. 6 tys. żołnierzy. Partyzantom jednak udało się uciec na słowacką Orawę. Niemcy, by uniemożliwić partyzantom powrót zlikwidowali ich zaplecze, dokonując pacyfikacji kilku osiedli Sidziny, w tym osiedla Malinowo, na którym spalili wszystkie domy. Po wojnie tylko jedna rodzina zdecydowała się na powrót i na nowo wybudowała tutaj swój dom.
16 października 1983 na Polanie Malinowej dzięki staraniom dawnych partyzantów AK poświęcono murowaną kapliczkę, nazywaną Kapliczką Matki Boskiej AK-owskiej. Poniżej kapliczki w murowanej grocie znajduje się partyzanckie mauzoleum. Znajduje się w nim wizerunek Matki Bożej, tabliczki z nazwiskami i pseudonimami partyzantów i wiersz patriotyczny.
Opuszczona przez większość mieszkańców Polana Malinowa stopniowo zarasta lasem. Z jej górnego końca jeszcze roztacza się ograniczona panorama widokowa w kierunku południowym i wschodnim, przy dobrej pogodzie widoczne stąd są Tatry. Przez polanę prowadzi z Sidziny znakowany szlak turystyczny, który na grzbiecie Pasma Policy (na Przełęczy Malinowej) łączy się z czerwonym Głównym Szlakiem Beskidzkim.
Szlak turystyczny
 Sidzina, PKS Dom Dziecka – Polana Malinowe – Przełęcz Malinowe. Czas przejścia 1.30 h, ↓ 1 h, różnica wysokości 230 m.